# Руське (Закарпатська область)
Ру́ське — село в Україні, в Закарпатській області, Мукачівському районі. Орган місцевого самоврядування — Ракошинська сільська рада. Населення становить 910 осіб.

## Герб
Щит підвищено перетятий чорним і лазуровим. У першій частині червона шестикутна зірка. У другій частині зі срібною базою поверх всього чорна качка зі срібними очима, що супроводжується зверху золотим усміхненим сонцем з шістнадцятьма такими ж променями, прямими і полум'яподібними поперемінно.

## Історія
Село Руське засноване в 1391 році. У книзі Легоцького записано: було в селі 105 хат, 565 жителів. У 14 столітті належало Мукачеву. В 1484 році в документах називається Руськовець.
У 1631 році вдова Грабаря село Руське продала за 4500 форинтів.
Один ряд будинків на сході села називався Кіш Руськово.

## Релігія
храм св. духа. 1824.
Письмова згадка про священика в селі походить з 1640 р. Стару дерев'яну церкву прикрашали ікони з підписом Іллі Бродлаковича-Вишенського, маляра мукачівського. На іконі Спаса Вседержителя була дата: «месяца февраля дня 18, года 1666». Далі повідомляли, що того ж року купив її Іван Стегун від маляра мукачівського Іллі і дав за неї вепра, а восени мав дати другого вепра або доплатити грішми.
У 1692 р. місцева церква була філією Іванівців. У 1730 р. згадують бідну дерев'яну церкву св. Дмитра.
Парохіяльні книги велися з 1774 р. На початок XX ст. 642 особи належали до греко-католицької конфесії. Дерев'яну церкву лемківського стилю передали в Руську Кучаву після спорудження теперіпіньої великої мурованої церкви базилічного типу, яка давніше присвятили св. Михайлу і будували за священика Федора Ґебея.
У кінці 1940-х років майстри з Ґоронди зробили зовнішній ремонт церкви, а останній ремонт проведено в 1985 р. На підставці-аналої зберігся напис: «Сей стол даровал Іоань Ігнатоля 1908 года». Біля церкви стоїть металева каркасна дзвіниця. Нова церква збудувалася завдяки сім'ям Козар, Логойда, Кельман, які перемістили свої будинки в нижній кінець своїх теликів (садиб). За це їх було поховано біля церкви.
храм Покрови пр. богородиці. 1928.
Церкву збудовано стараннями офіцера-емігранта з Росії (пізніше протоієрея) Всеволода Коломацького (і за його проектом), який був певний час її куратором і дружину та дитину якого поховано в храмі. Церква має цікаву форму — поєднання рис традиційного російського православного будівництва і модерних тенденцій початку XX століття.
Всі мешканці села та майстри з Доробратова, що трудилися на будівництві, працювали безоплатно або за символічну оплату. Кожен зібраний карбованець відразу вкладали в матеріали, щоб уникнути інфляції. Стіни храму розмалювала художниця з Ґоронди Тетяна Олесин. Біля церкви збудували металеву каркасну дзвіницю.
Ще у травні 1926 р. було опубліковано відозву про збір грошей на спорудження церкви.
Землю для церкви дав Іван Лендєл, а наглядав за спорудженням інженер Михайло Білак. В. Коломацький розмалював інтер'єр, але його малювання не збереглося. Священик о. Дранко спорудив біля храму хрест, а його невістка намалювала два образи — «Усікновення глави св. Іоана» та «Воздвижения Чесного Хреста», що збереглися донині.

## Населення
Згідно з переписом УРСР 1989 року чисельність наявного населення села становила 970 осіб, з яких 456 чоловіків та 514 жінок.
За переписом населення України 2001 року в селі мешкали 903 особи.

### Мова
Розподіл населення за рідною мовою за даними перепису 2001 року:
| Мова       | Відсоток |
| ---------- | -------- |
| українська | 98,25 %  |
| угорська   | 0,87 %   |
| російська  | 0,76 %   |
| білоруська | 0,11 %   |

## Школа
До 1880 року вчили кирилицею. Найважливішими предметами були релігія , церковний спів, церковний обряд. З 1867 року появилася вже і латина.
1904 р. була велика пожежа. Згоріло близько 40 будинків у верхньому кінці села. Протягом 2-3 років люди відбудували свої хати.

## Відомі люди
В селі народилися
- Пеца Ганна Дмитрівна — новатор сільськогосподарського виробництва, Герой Соціалістичної Праці.
- Ябчанка Олександр Володимирович (* 1980) — український військовий та громадський діяч, колишній радник міністра охорони здоров'я. Учасник російсько-української війни.

## Туристичні місця
- На базі Руськівської ЗОШ І-ІІ ступенів у 1990 році відкрито Музей Семена Івановича Панька, українського поета, прозаїка, публіциста та перекладача, уродженця сусіднього села Чопівці. Музей займає приміщення площею 16 квадратних метрів, фонди музею складають 500 експонатів за інвентарною книгою, в тому числі 300 оригінальних матеріалів 2.
- храм Св. Духа, 1824.
- храм Покрови пр. Богородиці, 1928.